# Alois Kaňkovský
Alois Kaňkovský, né le 9 juillet 1983 à Bělkovice-Lašťany, est un coureur cycliste tchèque. Évoluant sur piste et sur route, il est notamment champion du monde de l'omnium en 2007 à Palma de Majorque.

## Biographie
Il met un terme à sa carrière cycliste à l'issue de la saison 2021. 

## Palmarès sur piste

### Jeux olympiques
- Athènes 2004
  - 10e du kilomètre
  - 12e de la vitesse
- Pékin 2008
  - 13e de l'américaine

### Championnats du monde
- Palma de Majorque 2007
  -  Champion du monde de l'omnium
  -  Médaillé de bronze de l'américaine (avec Petr Lazar)
- Copenhague 2010
  - 11e de l'omnium
- Apeldoorn 2011
  - 21e de l'omnium

### Coupe du monde
- 2004-2005
  - 3e du kilomètre à Moscou
- 2005-2006
  - 3e du kilomètre à Moscou

### Championnats d'Europe
| Juniors et Espoirs - Fiorenzuola d'Arda 2001 - Champion d'Europe du kilomètre juniors - Champion d'Europe de la poursuite par équipes espoirs (avec Libor Hlavac, Stanislav Kozubek et Michal Kesl) - Médaillé d'argent de la vitesse par équipes juniors - Médaillé de bronze de la course aux points juniors - Moscou 2003 - Médaillé d'argent du kilomètre espoirs - Valence 2004 - Médaillé d'argent du kilomètre espoirs - Fiorenzuola d'Arda 2005 - Médaillé d'argent du kilomètre espoirs | Élites - 2005 - Médaillé de bronze de la poursuite par équipes - 2006 - Médaillé de bronze de l'américaine |

### Championnats nationaux
- Champion de République tchèque de l'américaine : 2008 (avec Petr Lazar), 2011 (avec Martin Kadlec), 2012 (avec Martin Bláha), 2014 (avec Milan Kadlec) et 2016 (avec Vojtěch Hačecký)
- Champion de République tchèque du scratch : 2011

## Palmarès sur route

### Par années
| - 2010 - Grand Prix Hydraulika Mikolasek - 3e étape du Tour de République tchèque - Miskolc GP - 2011 - Critérium du Szlakiem Grodów Piastowskich - 2e et 4e étapes du Tour du lac Taihu - 2e du Tour du lac Taihu - 2012 - 2e et 3e étapes du Tour d'Azerbaïdjan - 2e et 8e étapes du Tour du lac Taihu - 1re étape du Tour de Fuzhou - 3e de Brno-Velká Bíteš-Brno - 2013 - 2e, 3e et 4e étapes du Tour d'Iran - Azerbaïdjan - 3e étape du Tour de Chine I - Tour de Chine II : - Classement général - 2e, 3e et 4e étapes - 5e et 7e étapes du Tour du lac Taihu - Tour de Nankin - 2e du Kirschblütenrennen - 2e du Tour du lac Taihu - 2014 - 2e étape du Tour du lac Taihu - 2e du Tour du lac Taihu - 3e du Tour of Yancheng Coastal Wetlands - 2015 - Mémorial Roman Siemiński - Visegrad 4 Bicycle Race - GP Hungary - Visegrad 4 Bicycle Race - GP Slovakia - 2e étape de la Course de Solidarność et des champions olympiques - Mémorial Henryk Łasak - 1re étape du Tour de Bohême de l'Est - 2016 - Mémorial Andrzej Trochanowski - Puchar Ministra Obrony Narodowej - 2e de la Visegrad 4 Bicycle Race - GP Slovakia | - 2017 - Velká Bíteš-Brno-Velká Bíteš - Visegrad 4 Bicycle Race - GP Slovakia - Mémorial Andrzej Trochanowski - Mémorial Roman Siemiński - Puchar Ministra Obrony Narodowej - 3e étape de la Course de Solidarność et des champions olympiques - Dookoła Mazowsza : - Classement général - 1re et 4e étapes - 2018 - 2e étape du Tour du Loir-et-Cher - Visegrad 4 Bicycle Race - GP Czech Republic - Mémorial Andrzej Trochanowski - Mémorial Roman Siemiński - 2e étape du CCC Tour-Grody Piastowskie - 2e étape du Grand Prix cycliste de Gemenc - 3e étape de la Dookoła Mazowsza - 2e étape du Tour de Bohême du Sud - 2e du Dookoła Mazowsza - 2019 - Trofej Umag-Umag Trophy - Visegrad 4 Bicycle Race - GP Polski - Mémorial Andrzej Trochanowski - Mémorial Roman Siemiński - Visegrad 4 Bicycle Race - GP Slovakia - 3e étape b du Tour de Hongrie - 3e étape du Tour de Bihor - 2020 - 2e du Visegrad 4 Bicycle Race - GP Slovakia - 2021 - 2e du Visegrad 4 Bicycle Race - GP Poland |  |

### Classements mondiaux
| Année                                 | 2010 | 2011 | 2012  | 2013 | 2014 | 2015 | 2016 | 2017 | 2018 | 2019 | 2020 | 2021  |
| ------------------------------------- | ---- | ---- | ----- | ---- | ---- | ---- | ---- | ---- | ---- | ---- | ---- | ----- |
| Classement mondial                    |      |      |       |      |      |      | 498e | 324e | 380e | 372e | 827e | 1141e |
| UCI Europe Tour                       | 176e | nc   | 1141e | 650e | nc   | 50e  | 280e | 151e | 212e | 300e | 662e | 844e  |
| UCI Asia Tour                         | nc   | nc   | 35e   | 2e   | 3e   | nc   | nc   | nc   | nc   |      |      |       |
|                                       |      |      |       |      |      |      |      |      |      |      |      |       |
| Légende : nc = non classéSource : UCI |      |      |       |      |      |      |      |      |      |      |      |       |

## Récompenses
- Cycliste tchèque de l'année : 2007